# Helmut Schaefer (Ingenieur)
Helmut Schaefer (* 26. April 1926 in Opladen; † 28. April 2006) war ein deutscher Ingenieur und Hochschullehrer.

## Leben
Der aus einer evangelischen Pfarrersfamilie stammende Helmut Schaefer studierte Hochfrequenztechnik an der Technischen Hochschule Karlsruhe. Im Anschluss an sein Studium begann er im Jahr 1952 seine berufliche Laufbahn an der Forschungsstelle für Energiewirtschaft (FfE) in Karlsruhe, deren Leitung er 1967 übernahm. 1969 wechselte Schaefer an die damalige Technische Hochschule München, wo er den Lehrstuhl für Energie- und Kraftwerkstechnik aufbaute und bis zu seiner Emeritierung im Jahr 1995 leitete. Schwerpunkte seiner Forschung waren unter anderem die rationelle Energieanwendung und -umwandlung sowie die ökologische Wirkung der Energietechnik.
Helmut Schaefer war in zahlreichen Gremien des Verbands Deutscher Elektrotechniker (VDE) und des Vereins Deutscher Ingenieure (VDI) aktiv. Er gehörte dem Vorstand und dem Beirat der VDI-Gesellschaft Energietechnik an und war aktiv bei der Erstellung der Richtlinie VDI 4600 zum kumulierten Energieaufwand. Schaefer war in zwei Enquete-Kommissionen des Deutschen Bundestages vertreten.  Er war langjähriges Vorstandsmitglied des Zentrums für angewandte Energieforschung sowie des Forums für Zukunftsenergien. Er gehörte auch dem Wissenschaftsrat an.
Helmut Schaefer hat das Bundesverdienstkreuz 1. Klasse, den Bayerischen Verdienstorden und eine Ehrendoktorwürde erhalten. Der Verein Deutscher Ingenieure verlieh ihm 1985 das VDI-Ehrenzeichen. Die FfE vergibt den Helmut-Schaefer-Preis für ausgezeichnete Masterarbeiten.
Helmut Schaefer starb zwei Tage nach Vollendung seines 80. Lebensjahres.

## Schriften (Auswahl)
- Die energiewirtschaftliche Problematik von Werkzeugmaschinenantrieben für spanende Formgebung. Dissertationsschrift. Karlsruhe 1956.
- Energieaufwand bei Werkzeugmaschinen. Deva-Fachverlag, Stuttgart 1961.
- Elektrische Kraftwerkstechnik. Springer, Berlin/Heidelberg/New York 1979, ISBN 3-540-08865-2.
- Elektrothermische Verfahren. Springer, Berlin/Heidelberg/New York 1989, ISBN 3-540-51064-8 (zusammen mit Manfred Rudolph).
- VDI-Lexikon Energietechnik. VDI-Verlag, Düsseldorf 1994, ISBN 3-18-400892-4 (als Herausgeber).